# Rue des Cendriers
La rue des Cendriers est une voie du 20e arrondissement de Paris, en France.

## Situation et accès
La rue des Cendriers est une voie publique située dans le 20e arrondissement de Paris. Elle débute au 100, boulevard de Ménilmontant et se termine au 33, rue Duris.

## Origine du nom

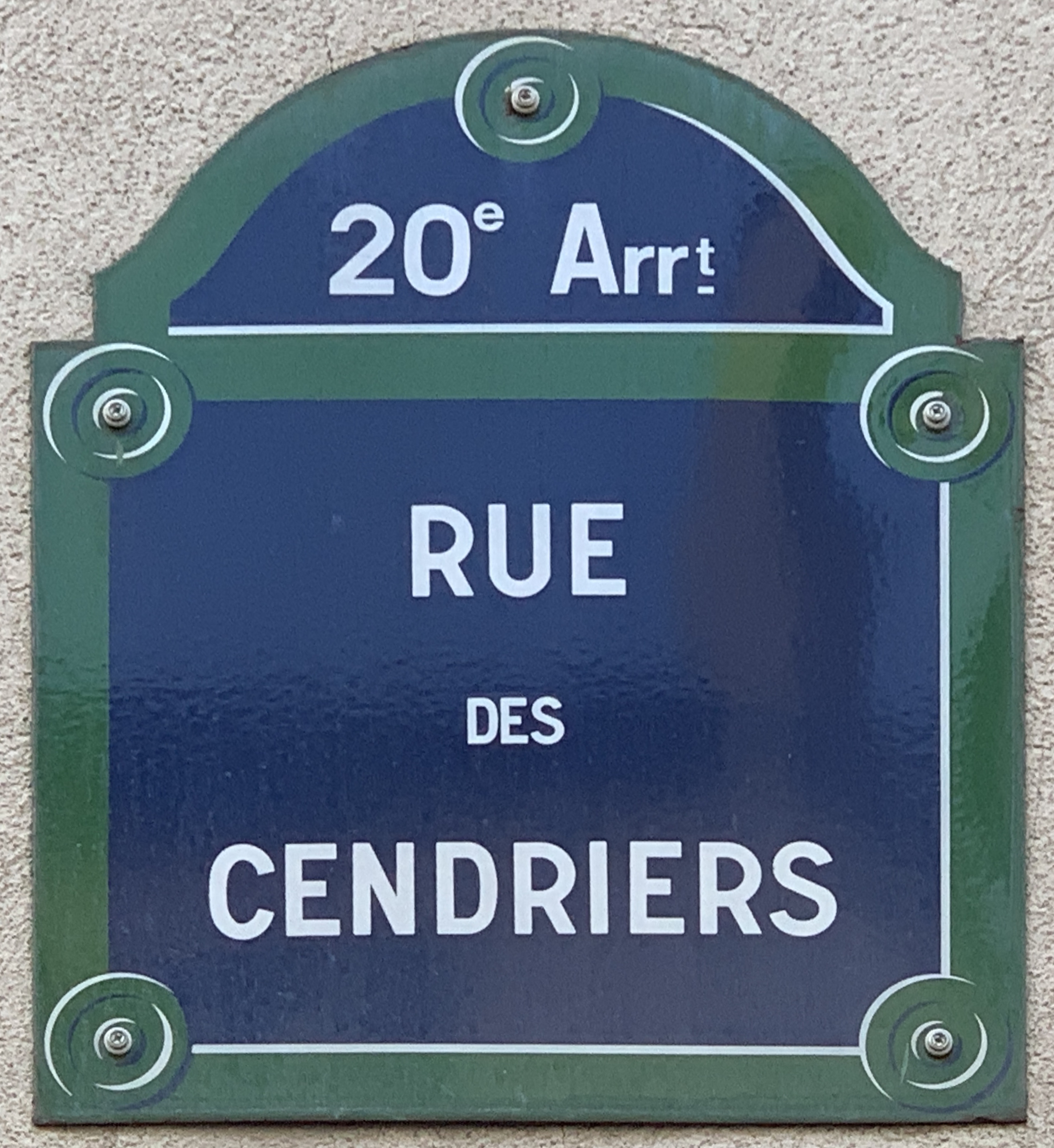
Plaque de la rue.

Elle porte le nom du lieu-dit des Cendriers qui évoque l'idée de fours crématoires quelconques qui devaient exister dans ce quartier comme on en trouvait rue de la Tombe-Issoire.

## Historique
Cette voie qui figure à l'état de sentier sur le plan cadastral de 1812 de l'ancienne commune de Belleville se terminait alors au passage Rivière.
Par un décret du 30 mai 1851, elle est transformée et prolongée.
Jusque dans les années 80 et l'aménagement de la ZAC des Amandiers, la rue des Cendriers reliait le boulevard de Ménilmontant à la rue des Amandiers.
Cet aménagement de la ZAC a agrandi le square qui longeait la rue des Cendriers à partir de l'angle qu'elle formait avec la rue Duris (la rue Duris à l'époque se terminant rue des Cendriers) pour former l'actuel jardin Toussaint-Louverture, ce jardin absorbant donc ainsi cette partie de la rue des Cendriers.
Enfin, il a subsisté jusque dans les années 2010 la partie de la rue des Cendriers comprise entre le jardin Toussaint-Louverture et la rue des Amandiers, renommée aujourd'hui place Carmen, en l'honneur de l'oeuvre du compositeur Georges Bizet, le conservatoire municipal du 20e arrondissement Georges Bizet étant situé sur cette place.